# Lacerta strigata
Lacerta strigata är en ödleart som beskrevs av  Karl Eichwald 1831. Lacerta strigata ingår i släktet Lacerta och familjen lacertider. Inga underarter finns listade i Catalogue of Life.
Denna ödla förekommer kring Kaukasus i Ryssland, Georgien, Azerbajdzjan, Armenien, östra Turkiet och norra Iran. Den når ibland 3000 meter över havet. Arten lever i halvöknar, gräsmarker, stäpper och buskskogar. Honor lägger två gångar per år 6 till 11 ägg.
Regionala populationer påverkas av landskapsförändringar. Hela beståndet bedöms som stor. IUCN kategoriserar arten globalt som livskraftig.